# يوسف المارديني
يوسف المارديني (توفي 1319 هـ / 1902 م) هو فقيه وقاضي، لقبه المارديني نسبة إلى ماردين.
هو السيد يوسف صدقي بن عمر شوقي المارديني الرومي الحنفي. قطن استامبول، وكان فيها من قضاة العسكر وعضو مجلس «التدقيقات الشرعية». من آثاره «محاسن الحسام» و«معراج المعتمر والحاج» و«مسير عموم الموحدين إلى إحياء علوم الدين».